# Simone Bolelli
Simone Bolelli (født 8. oktober 1985 i Bologna) er en professionel italiensk tennisspiller.

## Grand Slam-titler
- Australian Open
  - Double herrer – 2015 (sammen med Fabio Fognini)